# Селихово (Клоковское сельское поселение)
Селихово  — деревня в Торжокском районе Тверской области. Входит в состав Мирновского сельского поселения.

## География
Находится в центральной части Тверской области на расстоянии приблизительно 15 км на восток-юго-восток по прямой от районного центра города Торжок на левом берегу реки Логовежь.

## История
Деревня была отмечена еще на карте 1825 года. В 1859 году здесь (деревня Новоторжского уезда Тверской губернии) было учтено 10 дворов, в 1924 — 10. До 2017 года входила в Клоковское сельское поселение.

## Население
Численность населения: 73 человека (1859 год), 8 (русские 100 %) в 2002 году, 1 в 2010.